# 松竹ロビンスの選手一覧
松竹ロビンスの選手一覧（しょうちく-のせんしゅいちらん）は、松竹ロビンス及びその前身球団に所属していた、選手・監督の一覧である。

## 選手
名前は選手として在籍した最終年の登録名を基準とする。

### あ
- 浅原直人（1936 - 1937）
- 阿部重四郎（1936 - 1937）
- 荒川昇治（1947 - 1951）
- 安藤之制（1937 - 1938）
- 池田勝彦（1941 - 1942）
- 池田潤三（1936）
- 池田善蔵（1947 - 1948）
- 石川清逸（1952）
- 石田良雄（1947）
- 石丸藤吉（1951）
- 伊勢川真澄（1940 - 1942・1946 - 1947）
- 井筒研一（1939 - 1941・1946 - 1952）
- 伊藤勝三（1936）
- 伊藤吉男（1939 - 1940）
- 井上嘉弘（1950）
- 伊原徳栄（1937）
- 岩田次男（1941 - 1942）
- 岩崎久太郎（1947 - 1948）
- 岩本信一（1951）
- 岩本義行（1949 - 1952）
- 漆原進（1936 - 1937）
- 江田貢一（1948 - 1951）
- 遠藤忠二郎（1936 - 1937春）
- 大岡虎雄（1950 - 1951）
- 大沢喜好（1946）
- 大島信雄（1950 - 1951）
- 大島渡（1942 - 1944）
- 大友一明（1936 - 1938・1942 - 1943）
- 大橋一郎（1942 - 1944）
- 岡本一雄（1939）
- 岡本利之（1939）
- 荻原隆（1952）
- 荻島秀夫（1949）

### か
- 景浦賢一（1941 - 1943）
- 加地健三郎（1940）
- 片山栄次（1936）
- 片山博（1952）
- 金山次郎（1950 - 1952）
- 金光彬夫（1944）
- 川内実（1948）
- 神崎安隆（1951 - 1952）
- 菊矢吉男（1937春 - 1940）
- 喜瀬正顕（1946）
- 鬼頭政一（1940 - 1942）
- 鬼頭数雄（1936 - 1940）
- 木下勇（1948 - 1949）
- 北本重二（1949 - 1950）
- 木全竹雄（1936）
- 木村勉（1948 - 1951）
- 蔵本光夫（1947）
- 木暮力三（1946・1948 - 1949）
- 小島利男（1946）
- 児玉幸雄（1952）
- 小鶴誠（1950 - 1952）
- 後藤修（1952）
- 小林章良（1943・1946・1950 - 1952）
- 小林恒夫（1949 - 1952）
- 小林英一（1949）
- 五味芳夫（1941 - 1942・1948）
- 近藤久（1936 - 1940）

### さ
- 斎藤末逸（1936）
- 斎藤忠二（1942）
- 酒沢政夫（1938・1942 - 1944）
- 桜井七之助（1936 - 1938）
- 桜沢三郎（1944）
- 佐竹一雄（1946 - 1950）
- 真田重男（1943・1946 - 1951）
- 佐野忠澄（1940 - 1941）
- 佐山昌義（1937）
- 清水清（1946）
- 芝田良三（1946）
- 島本和夫（1948 - 1952）
- 島田吉郎（1949）
- 白石敏男（1946）
- 煤孫伝（1937 - 1938春）
- 椙本勝（1951 - 1952）
- 鈴木康司（1952）
- 鈴木秀雄（1939 - 1940）
- スタルヒン（1946 - 1947）

### た
- 田尾実（1949）
- 高須清（1946）
- 田川弘（1936）
- 田川豊（1948 - 1949）
- 竹内愛一（1941）
- 田所重歳（1952）
- 田中宣顕（1944）
- 田中雅治（1943）
- 田中幸男（1949）
- 田端美夫（1943 - 1944）
- 玉腰年男（1938 - 1940）
- 樽井信章（1953）
- 千原雅生（1949 - 1950途）
- 辻井弘（1946 - 1848）
- 筒井良武（1936）
- 綱島新八（1950 - 1952）
- 坪内道則（1936 - 1944）
- 手沢庄司（1951 - 1952）
- 出口和文（1950 - 1951）
- 手塚勝巳（1936）
- 戸川須賀男（1941）
- 戸川信夫（1940 - 1941）
- 外田数正（1936）
- 富松信彦（1946）

### な
- 内藤幸三（1941 - 1944）
- 中谷順次（1938・1942 - 1943・1946 - 1948）
- 中村三郎（1937 - 1938）
- 中野隆雄（1937 - 1939）
- 成瀬芳輝（1937）
- 仁木安（1944）
- 西池秀豪（1937）
- 西倉実（1952）
- 西端利郎（1939 - 1940）
- 野草義輝（1952）
- 野田誠二（1947 - 1948）
- 野村高義（1940 - 1941）
- 野本良雄（1942 - 1943）

### は
- 灰山元治（1940 - 1941）
- 早川平一（1941 - 1943）
- 林茂（1951 - 1952）
- 林直明（1948 - 1949）
- 林安夫（1942 - 1943）
- 原一朗（1937途 - 1938）
- 原秀雄（1942 - 1943）
- 伴吉夫（1936）
- 日野弘美（1937 - 1939）
- 平野謙二（1946 - 1952）
- 広田修三（1940 - 1944）
- 福士勇（1938 - 1942）
- 藤井勇（1946 - 1949）
- 藤浪光雄（1937 - 1938）
- 藤村隆男（1946 - 1947）
- 本堂保次（1948）
- ボンナ（1936秋）

### ま
- 前田諭治（1940 - 1941）
- 松井信勝（1946 - 1948）
- 松岡一郎（1952）
- 松岡甲二（1939 - 1940）
- 松田友一（1948 - 1950）
- 松本和雄（1948 - 1949）
- 水谷則一（1936 - 1940・1950）
- 三村勲（1949 - 1952）
- 宮崎仁郎（1949 - 1952）
- 宮沢基一郎（1949 - 1951）
- 村上重夫（1940 - 1941）
- 村川幸信（1936）
- 村田重治（1937）
- 室井豊（1938 - 1939）
- 室脇正信（1941 - 1942・1948）
- 目時春雄（1949 - 1952）
- 望月潤一（1946）
- 森恒雄（1942）
- 森下重好（1946 - 1949）
- 森本清三（1943 - 1944）
- 森谷良平（1948 - 1949）

### や
- 柳沢騰市（1936 - 1939）
- 山本秀男（1940 - 1942）
- 山本尚敏（1936 - 1940）
- 湯浅芳彰（1946 - 1947）
- 吉田猪佐喜（1950 - 1952）
- 吉田弘（1944）

### わ
- 渡辺静（1943）
- 渡辺誠太郎（1948 - 1950）
- 渡辺時信（1942 - 1943）

## 監督
- 伊藤勝三（1936）
- 小西得郎（1936秋 - 1938春・1950）
- 高田勝生（1938秋 - 1940）
- 竹内愛一（1941 - 1943）
- 坪内道則（1944）
- 藤本定義（1946 - 1947）
- 長谷川信義（1948）
- 石本秀一（1949）
- 新田恭一（1951 - 1952）